# Andrew Johnston
Andrew Johnston (1989) is een Engelse golfprofessional.
Andrew groeide op in een gezin waar zijn vader een single-handicap had, en hem op 4-jarige leeftijd al meenam om ballen te slaan op een veldje in de buurt. Toen hij negen jaar was mocht hij op de New MiddleSex Golf Club lid worden. Hij zat samen met Tommy Fleetwood, Matt Haines en Matthew Nixon in het nationale team.

## Professional
Toen hij 20 jaar was werd Andrew Johnston professional. In 2010 speelde hij vijf toernooien op invitatie op de European Challenge Tour en in 2011 gebeurde dat weer. Wel kwalificeerde hij zich voor het Brits Open. Daar speelde hij een oefenronde met Tom Watson, waar hij veel van leerde, maar toch miste hij die week de cut. Hij kwam tot begin augustus niet in de top-100. 
In augustus 2011 werd hij uitgenodigd voor het ECCO Tour Kampioenschap en eindigde in de top-10.  Daardoor mocht hij een week later het Kazakhstan Open en de week daarop de Russian Challenge Cup in Moskou spelen. In Moskou werd hij 2de waardoor hij in de top-45 van de Challenge Tour kwam en de  Apulia San Domenico Grand Final mocht spelen. Daar werd hij 2de en stond daarna hoog genoeg om naar de Europese Tour te promoveren.
Tijdens de eerste ronde van het Schots Open van 2012 sloeg hij op hole 11 een hole-in-one en kreeg 168 flessen Laurent-Perrier champagne. Hij eindigde op de 36ste plaats, hetgeen tot dusverre (augustus 2012) zijn beste resultaat is. Twee jaar later haalde hij daar zijn eerste overwinning binnen.

### Gewonnen
- 2014: Scottish Challenge